# 山橙
思茅山橙（学名：Melodinus cochinchinensis）别名景东山橙、马骝藤，是夹竹桃科山橙属的植物，为中国的特有種植物。分布在中国大陆的广西、广东等地，多生长在丘陵、山谷、攀援树木和石壁上，目前尚未由人工引种栽培。
攀援木質藤本，長達10米。具乳汁；除花序被稀疏柔毛外，其餘無毛；小枝褐色。葉對生，葉柄長約8毫米；葉片近革質，卵形、長圓形或長圓狀披針形，長5-9.5厘米，寬1.8-4.5厘米，先端短漸尖，基部漸尖或圓形，葉面深綠色而有光澤。聚傘花序頂生或腋生；花蕾先端圓形或鈍；花萼裂片5，卵圓形，被微毛；花冠白色，高腳碟狀，花冠筒長1-1.4厘米，裂片5，基部稍狹，向一邊擴大而成鐮刀狀或斧形，具雙齒，向左覆蓋，裂片比花冠簡短或等長；副花冠成5裂片伸出花冠簡喉部之外，鐘狀或筒狀；雄蕊5，著生於花冠筒中部。漿果圓球形，成熟時橙黃色或橙紅色。種子多數，犬齒狀或兩側扁平，幹時棕褐色。花期5-11月，果期8月-翌年1月。
山橙含有蚓垛型生物鹼，人類食用過量可致命。
山橙樹幹含有11,19(R)-二羥基柳葉水甘草鹼。

## 别名
马骝藤、马骝橙藤（广东）；猴子果（广西）

## 生境分布
生於丘陵、山谷、攀援樹木或石壁上。分佈於廣東（包括香港）、海南、廣西等地。 藥材產於海南、廣東等地。

## 山橙之中醫藥療用價值
行氣，止痛，抗腫瘤作用。
果實: 苦、微甘，平，小毒。葉: 苦，涼。果實: 行氣，消積，殺蟲。葉: 清熱利尿，消腫止痛。
主治用法:
- 果實: 胃氣痛，膈症胸滿，小兒疳積，疝氣瘰鬁，皮膚熱毒，濕癬疥癩。
  - 內服: 煎湯，6-10克。外用: 適量，煎水洗；或研末調敷。
- 葉: 腎炎水腫，小便不利，風濕熱痹，跌打腫痛。
  - 內服: 煎湯，10-15克。外用: 適量，煎水洗。

## 備註
蓮麻坑原居民稱山橙為蓮麻，因而得名蓮麻坑。

## 延伸阅读
[在维基数据编辑]
 《植物名實圖考·山橙》，出自吳其濬《植物名實圖考》

## 外部連結
- 山橙 Shancheng  藥用植物圖像資料庫 (香港浸會大學中醫藥學院) （繁體中文）（英文）
- 香港電台電視部節目山水傳奇(2009)-隱世桃源-蓮麻坑 （页面存档备份，存于）

1. 1 2 3  . 藥用植物圖像數據庫.   [2020-01-20]. （原始内容存档于2016-03-04） （英语）.